# Ellicott (New York)
Ellicott est une ville des États-Unis située dans le comté de Chautauqua, dans l'État de New York. Fondée en 1812, elle compte 8 771 habitants au recensement de 2020.